# Borneostruikzanger
De borneostruikzanger (Urosphena whiteheadi) is een endemische struikzanger uit het geslacht Urosphena van de familie Cettiidae die alleen op Borneo voorkomt.

## Kenmerken
De borneostruikzanger is een kleine vogel van 10 cm lengte die een beetje lijkt op een gewone winterkoning maar daar niet mee verwant is. De vogel heeft een kort staartje en is egaal donkerbruin van boven. Van onder is deze struikzanger licht met een zweem van roodbruin en op de flanken gestreept. Kenmerkend is de lange, licht okerkleurige oogstreep.

## Verspreiding en leefgebied
De vogel komt alleen voor in montaan tropische bos in hooggebergten op Borneo van 2000 tot 3100 m boven de zeespiegel. Het is een bewoner van ondergroei die vaak op de bosbodem te vinden is en daarom qua gedrag erg op een winterkoninkje lijkt.

## Status
De grootte van de populatie van de borneostruikzanger is niet gekwantificeerd. In geschikt habitat is het een redelijk algemene vogel, daarom staat deze struikzanger als niet bedreigd op de Rode Lijst van de IUCN.